# De dømtes børn
De dømtes børn er en dansk dokumentarfilm fra 2017 instrueret af Kaspar Astrup Schröder.

## Handling
Da deres far står til dødsstraf er to kinesiske tvillingesøstre og deres lillebror overladt til sig selv. Ingen i familien ønsker at tage sig af børn med så skamfuld en baggrund. I stedet bliver de samlet op af Sun Village; et børnehjem for børn, hvis forældre er fængslet for grov kriminalitet.
Sammen med de tre nyankomne følger filmen livet for børnene, da deres skæbner krydser andre børn og de hjælper hinanden med at komme igennem den sværeste tid i deres liv. Mange af børnene har først lige lært at binde deres snørebånd, og nu er de tvunget til at vokse hurtigt op og lære at klare sig selv. Hvis deres forældre endelig en dag løslades, er det sværere end forventet at få et almindelig liv til at fungere igen - på trods af, at det reelt set er det eneste, børnene så inderligt længes efter.